# Handglocke

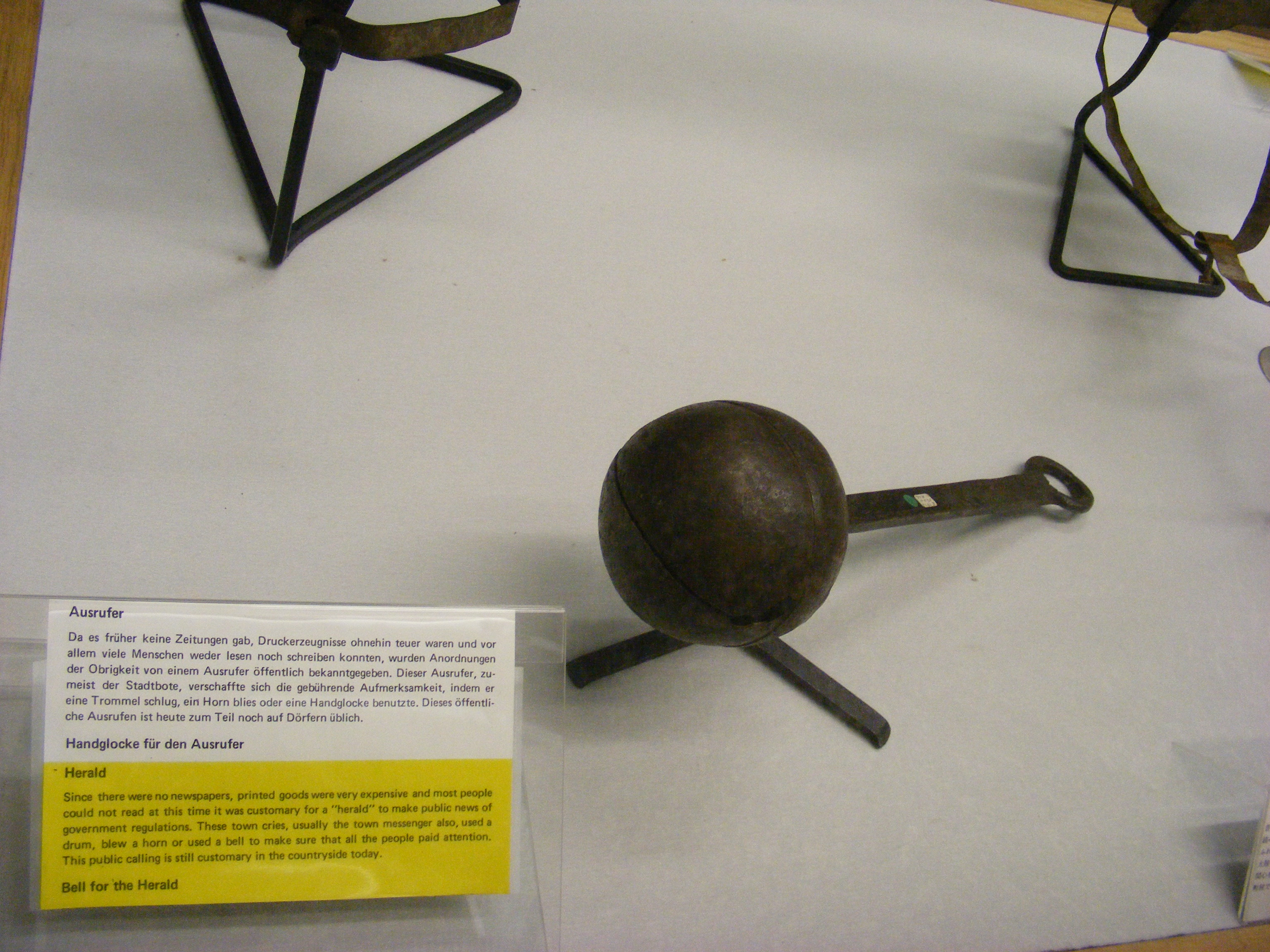
Handglocke für Ausrufer im Mittelalter

Eine Handglocke ist eine kleine Glocke, die in der Hand gehalten und als Musikinstrument, als Signalinstrument oder als Ritualgegenstand verwendet wird.

## Herkunft
Die ältesten überlieferten Artefakte aus China in der Form von Handglocken werden um 1600 v. Chr. datiert.
Infolge der Kreuzzüge wurden die Handglocken auch in Europa bekannt. Musikalische Erwähnung finden sie erstmals im 13. Jahrhundert. Vermutlich wurden sie aufgrund ihres reinen Klanges bei feierlichen Anlässen verwendet.

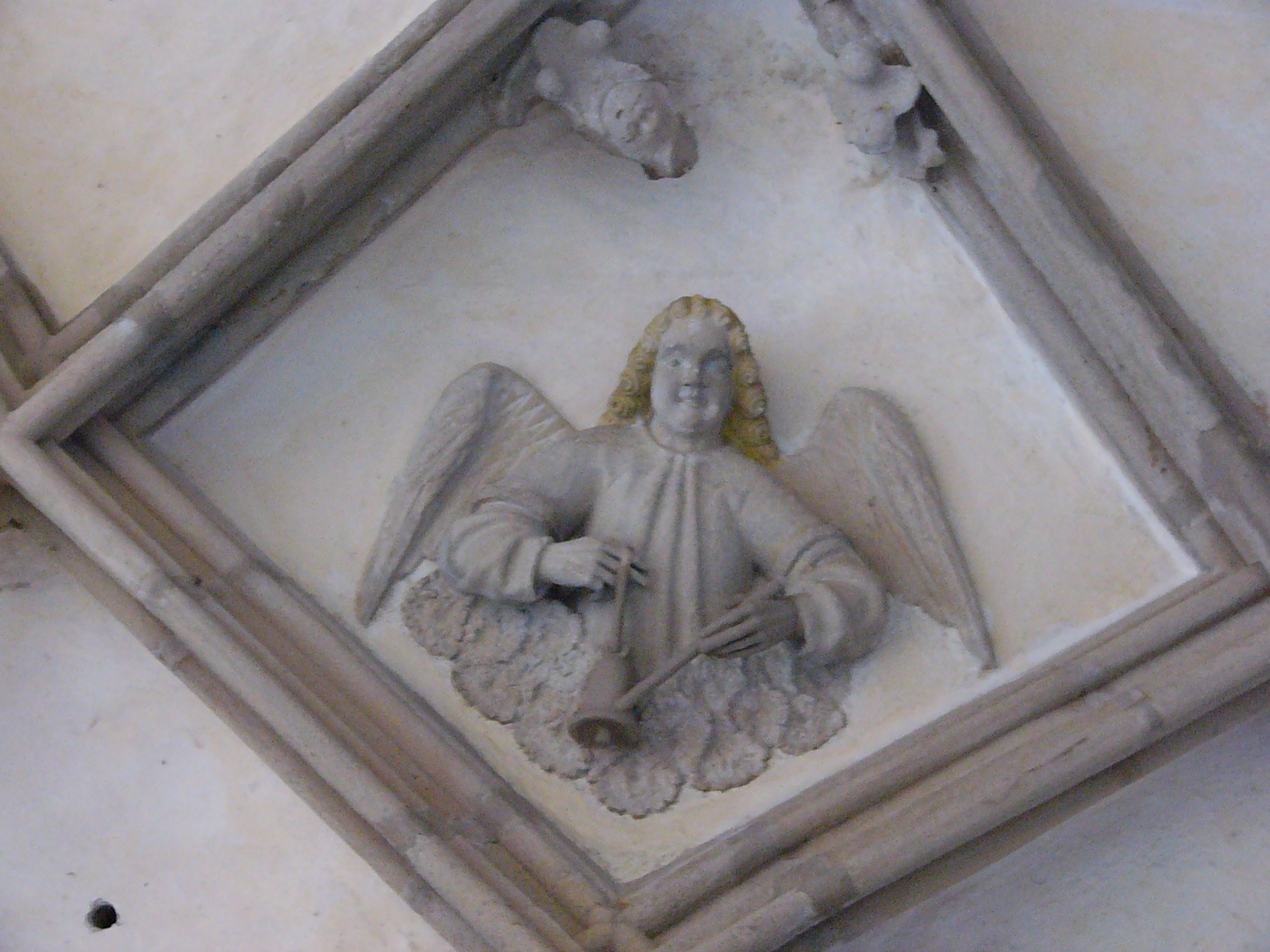
Spätmittelalterliche Engelsdarstellung mit Handglocke im Kloster Himmelkron

Das Melodiespielen auf Handglocken entstand bereits im 17. Jahrhundert in England aus dem change ringing heraus, Glockenspiele, die aus einer größeren Reihe von kilo- bis tonnenschweren, im Turm aufgehängten Glocken bestanden. Es wurde in der Regel auf zwölf Handglocken ausgeübt. Im Laufe der Zeit wurden Handglocken technisch weiter entwickelt. Es entstanden Handglockenchöre und das Instrument erlebte in der Mitte des 18. Jahrhunderts seinen Höhepunkt. Das Repertoire der Chöre umfasste Operettenmelodien, aber auch populäre Musik jener Zeit. Nach dem Ersten Weltkrieg geriet das Handglockenspiel zunehmend in Vergessenheit.

## Verbreitung

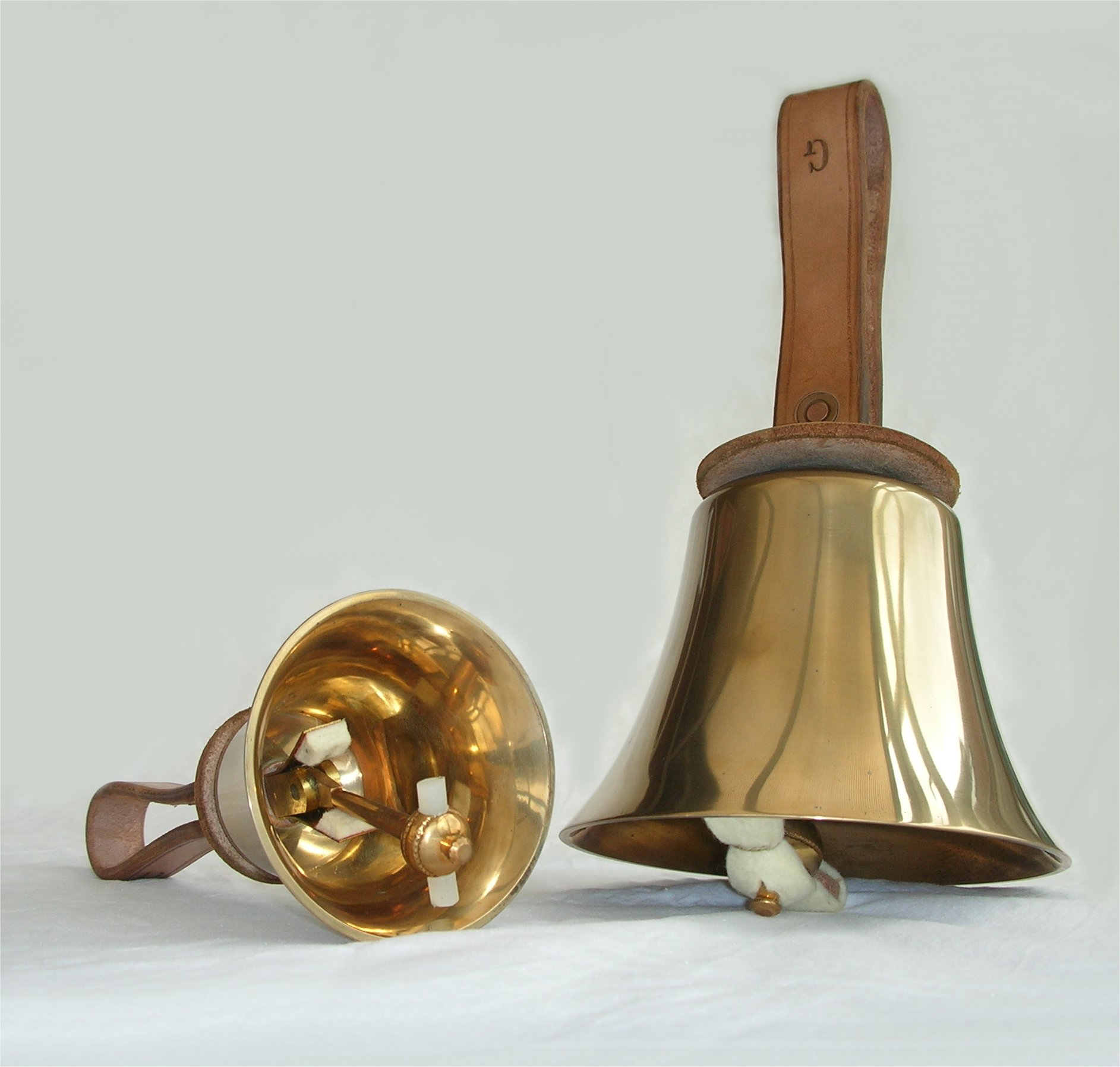
Moderne Handglocken, wie sie in Glockenchören verwendet werden

Siehe auch Liste von Handglockenchören

### Europa
In Deutschland hielten die Handglocken durch die US-amerikanischen Besatzungstruppen nach dem Zweiten Weltkrieg Einzug. Erste Chöre bildeten sich in den 1980er Jahren. Dennoch ist das Handglockenspiel in Deutschland weitgehend unbekannt.
Handglockenchöre gibt es in Deutschland z. B. in Caputh bei Potsdam, Gotha, Hannover, Wiedensahl und Herford, in der Schweiz z. B. in Arni AG und Romanshorn am Bodensee. Es gibt in der reformierten Gemeinde in Zelów den einzigen Handglockenchor in Polen.
Als Ritualinstrumente werden in christlichen Gottesdiensten Altarglocken verwendet.

### Vereinigte Staaten
In den Vereinigten Staaten von Amerika traten im 19. Jahrhundert erste Handglockenchöre in Zirkus und Varieté auf und erlangten einen großen Bekanntheitsgrad. 1895 wurde in Boston der erste Handglockenchor gegründet. Im 20. Jahrhundert kamen Handglocken zunehmend in Gottesdiensten zum Einsatz. Zur stetigen Verbesserung des Handglockenspiels entstanden neue Spieltechniken. Heutzutage erfreut sich diese Musikkunst wachsender Beliebtheit und wird auch in manchen Universitäten oder der Musikschulen gelehrt.
Der Verbreitungsgrad in Kirchengemeinden in den USA ist vielleicht vergleichbar mit dem von Posaunenchören in evangelischen Gemeinden in Deutschland.

### Asien

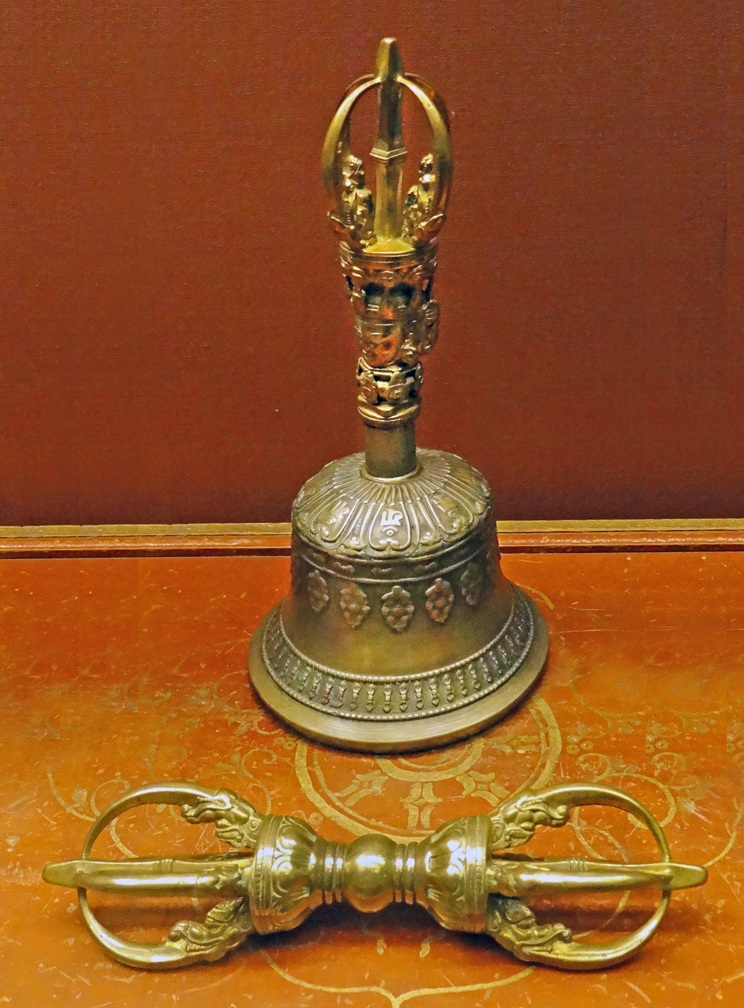
Stielhandglocke ghanta und Donnerkeil vajra. Kultobjekte im tibetischen Buddhismus, 18. Jahrhundert, British Museum

In der tibetisch-buddhistischen Kultmusik werden Stielhandglocken (Sanskrit ghanta, tibetisch dril-bu) eingesetzt. Eine tibetische Stielhandglocke symbolisiert das weibliche Prinzip der absoluten Reinheit. Sie wird in der linken Hand gehalten, ihr männliches Gegenstück, der Donnenkeil vajra (dorje), in der rechten Hand. Ghanta gehören auch zu hinduistischen Tempelritualen (puja) in Indien. In der alten tibetischen Bön-Religion wird anstelle der dril-bu die aus einer flachen Schale bestehende gshang verwendet. Der Ritualpriester schüttelt die gshang mit der rechten Hand und mit dem Klöppel nach oben.
In der buddhistischen Tradition Myanmars übernimmt die Messingschlagplatte kyizi die Funktion einer Handglocke bei den Zeremonien im Kloster. Sie wird mit einem Holzschlägel an einer unteren Ecke angeschlagen und so in eine Drehbewegung versetzt.

## Bauform
Eine Handglocke besteht aus einer meist bronzenen Glocke mit einem Handgriff in Form einer Schlaufe. Das Gewicht variiert zwischen einigen hundert Gramm bis mehreren Kilogramm. Im Inneren der Glocke befindet sich ein beweglicher Klöppel. Bei englischen Handglocken bewegt sich der Klöppel nur in einer Bewegungsachse, während bei anderen Glockentypen die Bewegungsachse nicht so eingeschränkt ist. Durch eine Bewegung der Glocke in eine Richtung wird der Klöppel zum Anschlag gebracht.
Ähnlich funktionieren auch Klangstäbe (englisch chimes), die in der Anschaffung billiger und weniger empfindlich sind und daher vor allem für die Arbeit mit Kindern eingesetzt werden.

## Spielweise in der westlichen Musik
Beim Notenspiel werden Glocken mit unterschiedlichen Tonhöhen geordnet abgelegt. Zum Schutz der Glocken werden von den Spielern Handschuhe benutzt. Jeder Glockenspieler bedient zwei bis acht Glocken, woraus sich im Zusammenspiel aller Spieler das vollständige Musikstück zusammensetzt. Insgesamt werden zehn bis 15 Spieler benötigt.
Je nach Notenwert werden die Glocken in Kreisbewegungen in unterschiedlichen Geschwindigkeiten zum Körper geführt. Dies erfordert vom Spieler ein großes Maß an Konzentration und Übung.
Bei der Four in Hand-Technik werden zwei Glocken in einer Hand im rechten Winkel gehalten, was das gleichzeitige Anschlagen ermöglicht. Durch die Drehung der Hand ändern sich der Anschlag und Klang der Glocke. Melodieverläufe sind so einfacher zu spielen. Weitere Techniken sind das Pluck, Thump Damp und Ring Touch. Dabei wird der Glockenklang verkürzt, indem durch den Daumen oder den Körper der Klang abgedämpft wird. Durch eine Vorbeiführung der Glocke nach dem Anschlag seitlich am Körper entsteht unter bestimmten Körperhaltungen ein Echoeffekt. Ein weiterer Effekt ist der Shake, bei der durch starkes Schütteln der Glocke nach dem Anschlag ein Trillereffekt erzielt wird.
Ist die Glocke angeschlagen und schwingt, wird sie meist nicht stillgehalten, sondern in mehr oder weniger großen Armbewegungen mitgeführt (s. o.). Beim Zuhörer entsteht dadurch auch ein „bewegter“ Klang, weil es durch Doppler-Effekte zu geringen Tonhöhenschwankungen und durch unterschiedliche Ausrichtungen der Glocke im Raum und damit auch relativ zum Ohr zu Lautstärkeschwankungen kommt.